# Ma Tau Wai

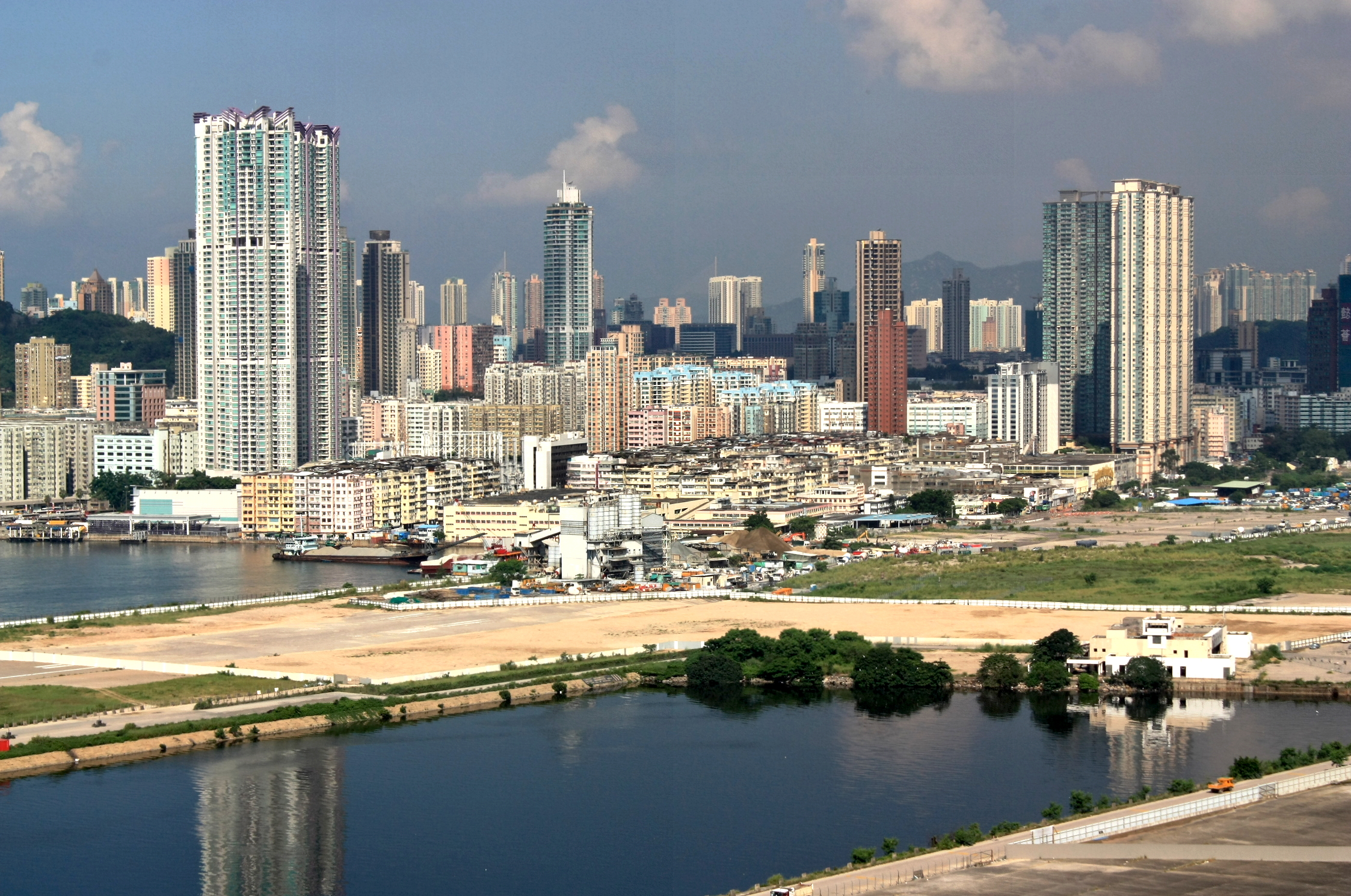
Ma Tau Kok (na frente) and Ma Tau Wai (ao fundo)

Ma Tau Wai (chines: 馬頭圍, originalmente 碼頭圍, historicamente 古瑾圍) é uma área na cidade distrito de Kowloon, Kowloon, Hong Kong. Era originalmente uma vila murada (cantonês: Wai) entre a rua Argyle dos dias de hoje e a estrada oeste Prince Edward, a leste do Hospital St. Teresa dos dias de hoje.
A área de Ma Tau Wai não é tão bem definida como a vila original, já que as características geográficas foram perdidas. A estrada Ma Tau Wai para To Kwa Wan não passa por Ma Tau Wai exatamente, apesar de ter sido originalmente projetada para tal. Ma Tau Wai é algumas vezes referida como a área ao sul da rua Argyle e ao norte de Kwa Wan.[precisa de citação]
A imobiliária pública Ma Tau Wai Estate tem o nome emprestado da área / vila original.

## Outros marcos das áreas
A faculdade de Notre Dame  está em Ma Tau Wai.
A Faculdade da Nova Ásia, uma das três faculdades fundadoras  da Universidade Chinesa de Hong Kong, estava localizada perto da estrada Tin Kwong e da estrada Farm. Depois que a faculdade se mudou para  Ma Liu Shui, Sha Tin, a Escola Média Nova Ásia foi fundada no antigo campus.